# Kızılcahamam (district)
Kızılcahamam is een Turks district in de provincie Ankara en telt 25.288 inwoners (2025). Het district heeft een oppervlakte van 1760,8 km². Hoofdplaats is Kızılcahamam.
De bevolkingsontwikkeling van het district is weergegeven in onderstaande tabel.

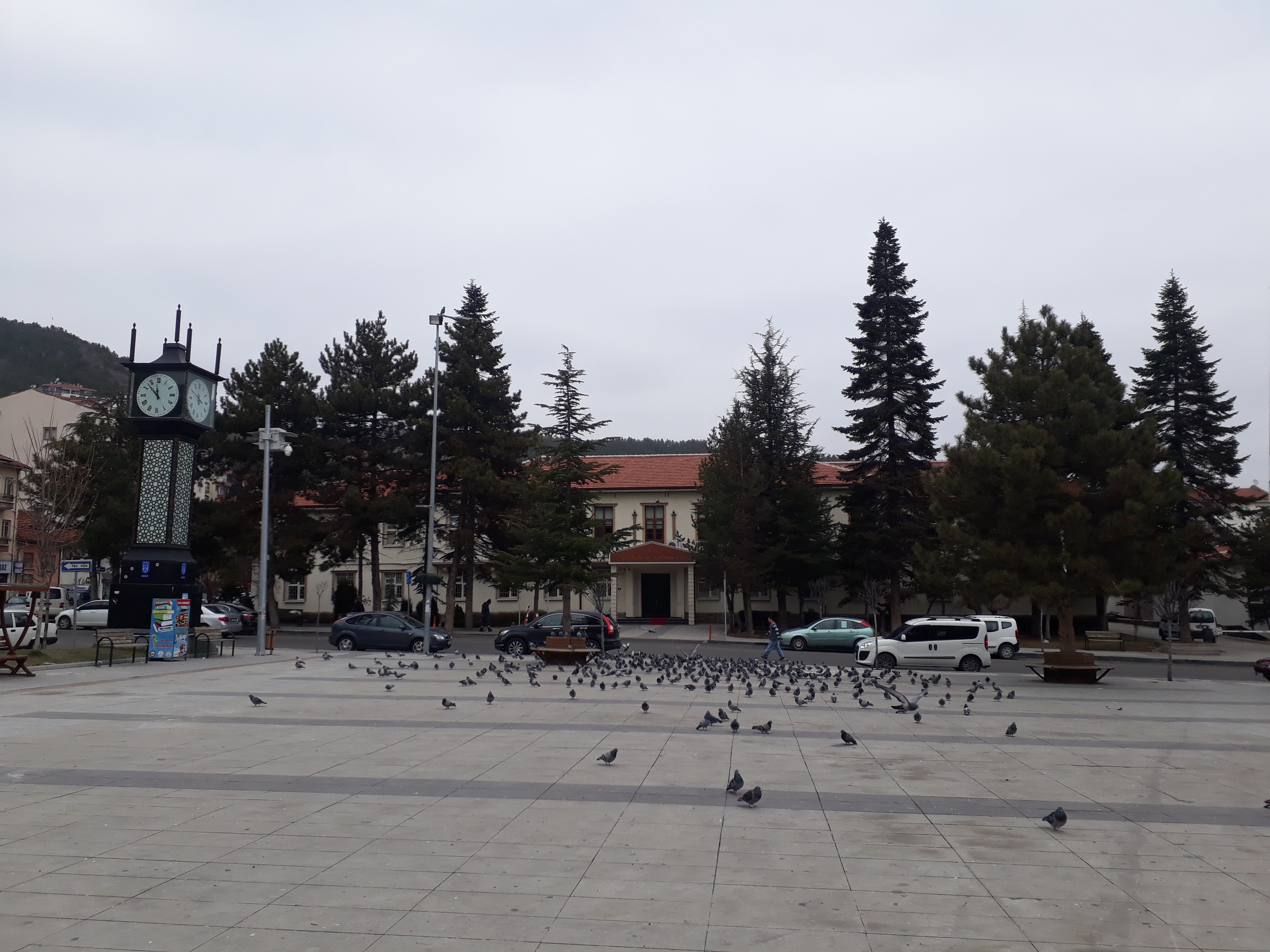
Kızılcahamam

| 1997   | 2000   | 2007   | 2025   |
| ------ | ------ | ------ | ------ |
| 37.665 | 33.623 | 25.288 | 28.823 |